# Mikhaïl Stepanovitch Choumilov
Mikhaïl Stepanovitch Choumilov (en russe : Михаил Степанович Шумилов) est un colonel général soviétique, né le 17 novembre 1895 à Verkhnïaïa Tetcha (ru) (région de Perm, Empire russe) et mort le 28 juin 1975 à Moscou (Union soviétique).
Il a participé à la seconde guerre mondiale en commandant notamment la 64e armée pendant la bataille de Stalingrad. Dans cette ville, il a défendu la périphérie sud de la ville et la tête de pont de Beketovka sur la Volga pendant plus de six mois.

## Biographie
Choumilov a combattu pendant la Première Guerre mondiale et a commandé un régiment de l'Armée rouge pendant la guerre civile russe,,. En avril 1938, il est nommé commandant du 11e régiment de fusiliers, stationné dans le district militaire biélorusse. Il participe à l'invasion soviétique de la Pologne puis à la guerre d'Hiver contre la Finlande. En juillet 1940, le 11e régiment de fusiliers est incorporé dans le district militaire spécial de la Baltique,.
Après la destruction de son corps lors de l'opération Barbarossa, Choumilov est relevé de ses fonctions en août 1941 et placé dans la réserve. Il est rappelé en janvier 1942 et sert comme commandant adjoint de la 21e armée jusqu'en août 1942, date à laquelle il succède à Vassili Tchouïkov à la tête de la 64e armée64e armée, au début de la bataille de Stalingrad,,. Pendant environ un mois, son armée retient la 4e armée blindée allemande, sous le commandement de Hermann Hoth, à l'approche sud de Stalingrad, de sorte que les entreprises industrielles du nord de la ville peuvent continuer à fonctionner. Pendant six mois, l'armée de Choumilov tient la partie sud de Stalingrad au cours de batailles féroces, jouant un rôle exceptionnel dans la défense héroïque de la ville avec la 62e armée du général Vassili Tchouïkov,.
Le 31 janvier 1943, Mikhaïl Choumilov mène l'interrogatoire du Generalfeldmarschall Friedrich Paulus, qui a été capturé par la 64e armée près de Stalingrad,. Il reste à la tête de son armée, rebaptisée 7e armée de la Garde en avril 1943, jusqu'à la fin de la guerre. Il participe notamment à la bataille de Koursk — forçant le fleuve Dniepr —, à l'offensive de Kropyvnytskyï, à l'offensive Ouman-Botoșani, à la deuxième offensive Jassy-Kishinev, la bataille de Debrecen, l'offensive de Budapest, l'offensive Bratislava-Brno et l'offensive Prague,.
Le général Choumilov avait participé à la création de la nouvelle armée roumaine. Par décret de la présidence du Conseil suprême de l'URSS du 26 octobre 1943 pour la direction habile des unités militaires lors du forçage de Dnipro et le courage personnel et l'héroïsme de la Garde, le colonel général Mikhaïl Stepanovitch Choumilov a été nommé héros de l'Union soviétique et décoré de l'Ordre de Lénine,.
En 1946, il devient commandant de la 13e armée, en 1948 commandant en chef du district militaire de la mer Blanche et en 1949 commandant en chef du district militaire de Voronej, jusqu'en 1956, date à laquelle il prend sa retraite,.